# Video Games Live
Video Games Live (parfois abrégé en VGL) est une série de concerts créée par des vétérans de l'industrie du jeu vidéo et les compositeurs Tommy Tallarico et Jack Wall. Ces concerts mettent en scène de célèbres musiques de jeu vidéo jouées par des orchestres. Les performances sont synchronisées avec des vidéos du jeu, affiché sur grand écran. Parmi eux se trouve aussi Martin Leung qui a été découvert sur internet par Tommy Tallarico en 2004 avec ses vidéos jouant des bandes-sons du célèbre jeu vidéo Super Mario au piano, dont une les yeux bandés (d'où son surnom The Blindfolded Pianist), mais Tommy le nomme Video Game Pianist. À la suite de cela, Tommy et Jack lui proposèrent de rejoindre le Video Games Live.

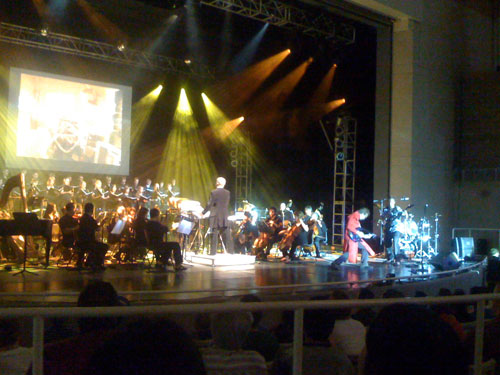
Performance du Video Games Live le 16 juin 2008.

Le premier concert a eu lieu le 6 juillet 2005 au Hollywood Bowl avec le Los Angeles Philharmonic. La tournée est passée dans de nombreux pays comme le Canada, le Royaume-Uni, le Brésil, ou encore la Nouvelle-Zélande. En France, l'orchestre du concert est le Star Pop Orchestra et la troupe s'est produite pour la première fois au Palais des congrès de Paris le 18 décembre 2008 puis le 17 décembre 2010. Le dernier concert en date a été le 5 novembre 2014.

## Historique

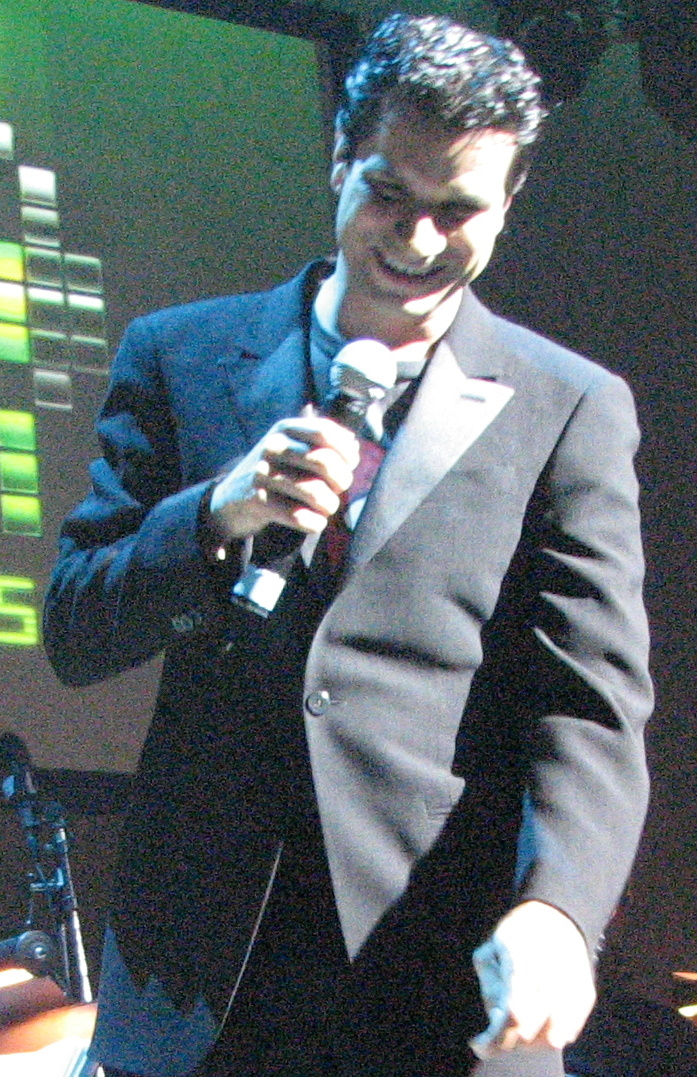
Tommy Tallarico, figure du Video Games Live.

Le Video Games Live a été conçu par Tommy Tallarico et Jack Wall, qui passèrent trois ans à planifier le spectacle. Durant la planification, la technologie nécessaire pour permettre au chef d'orchestre de bien communiquer avec les musiciens, et pour leur permettre d'être synchronisé avec les lumières et les effets spéciaux, a été créée. Le premier concert a eu lieu le 6 juillet 2005, au Hollywood Bowl en Californie, où l'Orchestre philharmonique de Los Angeles performa devant une audience de 11 000 personnes. Trois concerts ont eu lieu en 2005. En 2006, le concert reprit avec une tournée mondiale de 11 spectacles. Le concert joua dans 30 villes différentes en 2007, et 47 villes différentes en 2008. Plus de 70 représentations ont eu lieu en 2009.
Chaque concert est joué par l'orchestre local de la région et par des musiciens professionnels locaux.

## Segments
Le Video Games Live propose des musiques de jeux vidéo de toutes les époques. Des musiques de jeux plus récents, notamment des séries qui évoluent encore, tel que Final Fantasy, Halo, World of Warcraft, Sonic the Hedgehog, The Legend of Zelda, Kingdom Hearts et Metal Gear Solid ont été jouées sur scène. D'autres parties du spectacle proposent des musiques de jeux vidéo rétro, tel que Tetris et Asteroids. Des vidéos du jeu en question sont montrées sur grand écran pendant les performances,.
Le VGL mets parfois en scène des artistes qui viennent faire des performances solo. C'est le cas entre-autres de Martin Leung, alias le Video Game Pianist, qui fait souvent des apparitions durant le Video Games Live. Il est connu sur internet pour avoir réalisé des vidéos dans lesquelles il joue des musiques de jeux vidéo au piano les yeux bandés, d'où sont surnom The Blindfolded Pianist,.
De plus, le Video Games Live propose de nombreux segments interactifs dans lesquels des spectateurs sont invités à jouer à un jeu sur scène pendant que l'orchestre fait la musique de celui-ci en même temps. Des jeux comme Frogger, Space Invaders, Donkey Kong et Guitar Hero ont été joués en direct.

### Musiques reprises
La liste suivante regroupe une partie des jeux dont les musiques ont été jouées au Video Games Live.
- Advent Rising
- Afrika
- Assassin's Creed II
- Assassin's Creed IV: Black Flag
- Assassin's Creed : Unity
- Beyond Good and Evil
- BioShock
- Série Castlevania
- Chrono Cross
- Chrono Trigger
- Civilization IV
- Command and Conquer : Alerte rouge
- Diablo III
- Dragon's Lair
- End of Nations (en)
- EverQuest II
- Série Final Fantasy
- God of War
- Série Halo
- Harry Potter et l'Ordre du phénix
- Headhunter
- Série Might and Magic
- Monkey Island
- Kingdom Hearts
- Série The Legend of Zelda
- Medley de jeux LucasArts
- Mass Effect
- Medal of Honor : Débarquement allié
- Série Mega Man
- Metal Gear Solid
- Metroid
- Myst
- Need for Speed: Undercover
- Portal
- Série Sonic
- Space Ace
- StarCraft II
- Série Super Mario
- Medley de jeux Tom Clancy
- The Elder Scrolls V : Skyrim
- Film Tron
- Série Warcraft

## Albums

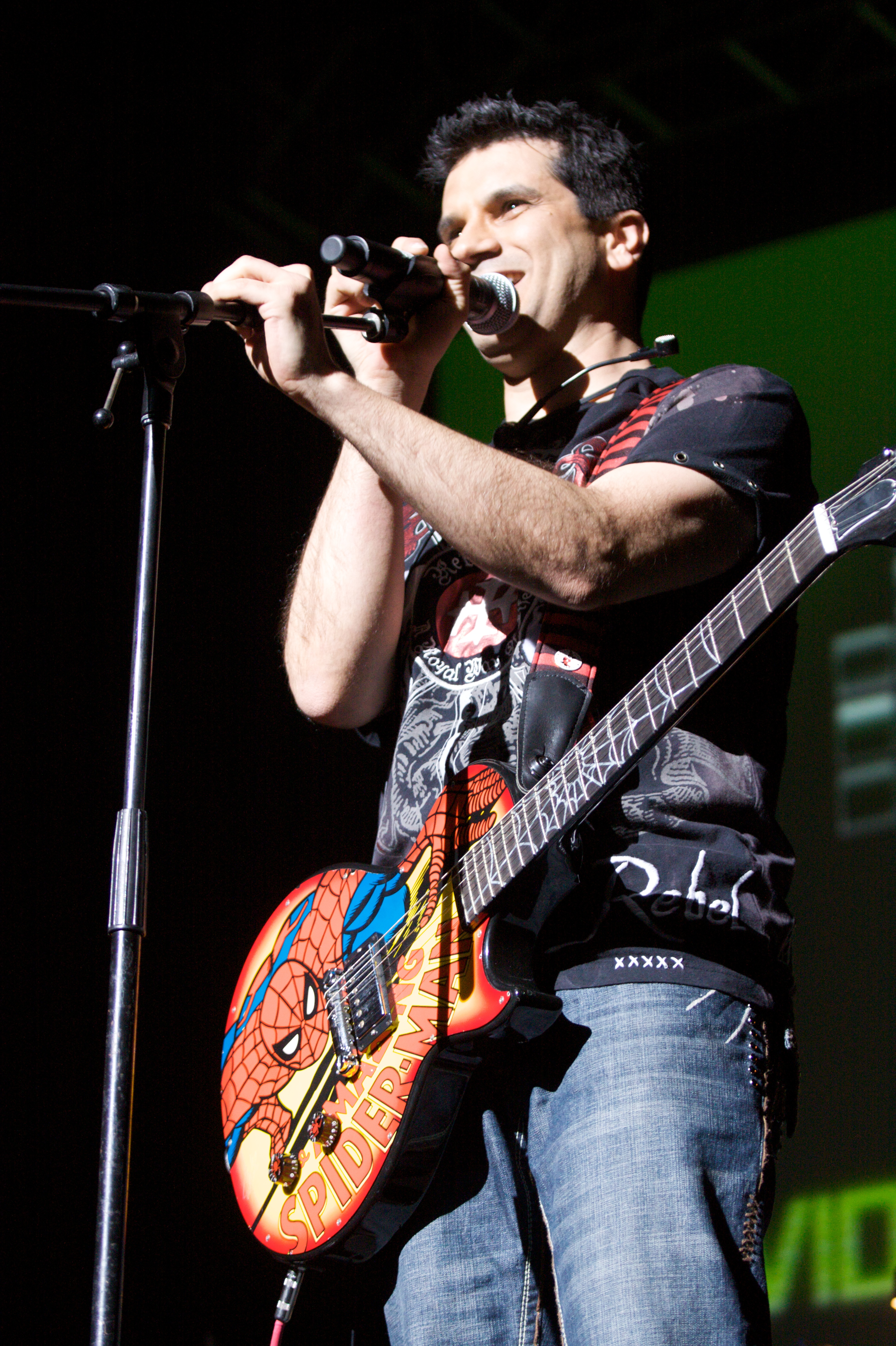
Tommy Tallarico durant le Video Games Live de 2009

Video Games Live, Volume 1, est un enregistrement de divers segments de multiples spectacles, sorti le 22 juillet 2008. La musique de l'album a été réalisé par l'Orchestre philharmonique slovaque (sauf indication contraire), produit par Angel Records.
Video Games Live: Level 2 sort en DVD, Blu-ray and CD le 19 octobre 2010 produit par Shout! Factory. La musique a été jouée par l'Orchestre philharmonique de Louisiane (sauf indication contraire).
Video Games Live: Level 3  sort en 2014.  Il a été financé par 5679 fans sur Kickstarter battant son objectif de 250 000 dollars en atteignant 285 081 dollars. Contrairement aux albums précédents, celui-ci sera enregistré dans un studio avec un orchestre complet, une chorale de 60 personnes, un groupe de rock et les compositeurs de jeux vidéo du monde entier. Chaque segment sera personnellement arrangé et orchestré par leurs compositeurs originaux avec la contribution des game designers, développeurs et éditeurs.
Video Games Live: Level 4  sort le 18 février 2015.Il a été financé par 3712 fans sur Kickstarter avec 187 646 dollars ne battant pas son objectif de 250 000 dollars. Une version spéciale sortira en association avec Arcade Block où les pistes bonus 13 et 14 sont ajoutées.